# لعبة رعب

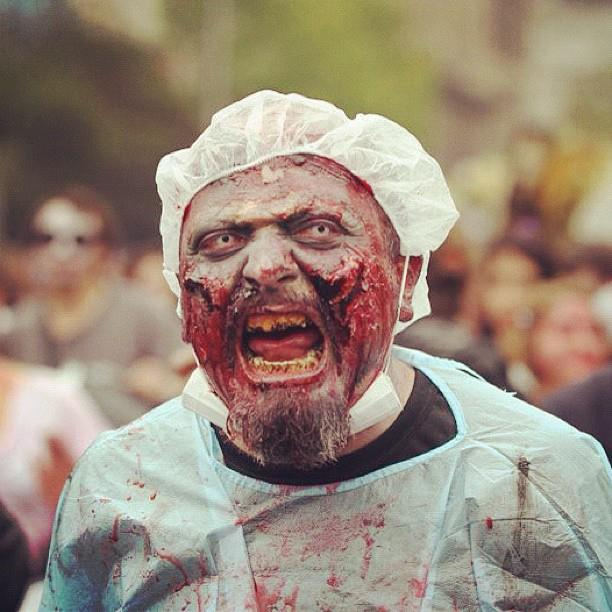
مشهد من لعبة رعب

لعبة رعب هو نوع من أنواع ألعاب الفيديو التي تتمحور قصتها حول روايات الرعب وهي مصممة عادة لتخويف اللاعب. يعتمد هذا النوع غالبا على عرض تقديمي سردي (قصة خطية). 

## رعب البقاء
تعتبر ألعاب رعب البقاء واحدة من أفضل أنواع ألعاب الرعب تحديدًا والأكثر شيوعًا. تميل هذه الألعاب إلى التركيز على بقاء شخصية اللاعب في بيئة رعب بموارد محدودة، وبالتالي تميل إلى أن تكون أكثر توجهاً كلعبة حركة أو لعبة مغامرات أكشن. من السمات الشائعة لهذه الألعاب هو الهروب أو البقاء على قيد الحياة باستخدام أسلحة وذخيرة ودروع محدودة. صاغت سلسلة ريزدنت إيفل المصطلح وكانت بمثابة المثال الرئيسي لمثل هذه الألعاب.

## رعب الحركة
ألعاب الرعب الأكشن هو جزء من ألعاب رعب البقاء على قيد الحياة، حيث يتم استخدام عناصر ألعاب الحركة من ألعاب التصويب من منظور الشخص الأول والثالث جنبًا إلى جنب مع موضوعات رعب البقاء، مما يجعلها أكثر سرعة من ألعاب رعب البقاء السابقة. نمت هذه الشعبية بعد إصدار ريزدنت إيفل 4 في عام 2005 والتي استمرت في العنوانين التاليين، ريزدنت إيفل 5 و ريزدنت إيفل 6 ، مع طريقة اللعب التي ركزت بشكل أكبر على القتال الموجه نحو العمل أكثر من الألغاز وحل المشكلات من العناوين السابقة (عاد ريزدنت إيفل 7: بايوهازرد التي رجعت إلى جذور رعب البقاء على قيد الحياة).  تتضمن أمثلة ألعاب رعب الحركة سلسلة ذا هاوس أوف ذا ديد وسلسلة Dead Space وسلسلة Left 4 Dead و ذا لاست أوف أس .